# Aistala
Aistala är en ort i Indien.   Den ligger i distriktet Nadia och delstaten Västbengalen, i den östra delen av landet, 1 300 km sydost om huvudstaden New Delhi. Aistala ligger 16 meter över havet och antalet invånare är 19 425.
Terrängen runt Aistala är mycket platt. Runt Aistala är det mycket tätbefolkat, med 1 056 invånare per kvadratkilometer. Närmaste större samhälle är Rānāghāt, 1,4 km väster om Aistala. Trakten runt Aistala består till största delen av jordbruksmark.